# Muralhas de Pádua

‎

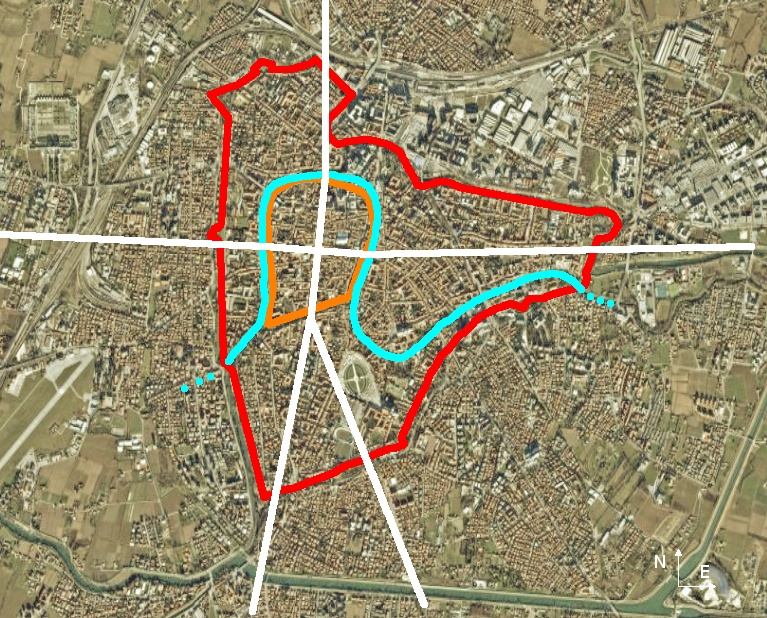
Mapa da antiga Pádua sobreposto à cidade atual, Em vermelho as muralhas do século XVI.

As Muralhas de Pádua são um complexo de obras defensivas em volta da cidade italiana de Pádua, destinadas a defendê-la de ataques hostis. Foi construído em 4 fases.

## Fases

### Período romano
Das muralhas construídas durante o período romano, os únicos vestígios que sobreviveram são os incorporados nas fundações de alguns palácios. O percurso desta muralha correspondia a um meandro do rio Medoacus (hoje rio Brenta) no qual se desenvolveu o primeiro centro urbano de Pádua.

### Século XIII
As Mura Duecentesche ("Muralhas do século XIII"; também conhecidas como mura comunali ou mura medievali) foram construídas no começo do século XIII pela cidade de Pádua. Seu percurso era delimitado pelos dois ramos do Bacchiglione, o Tronco Maestro e o Naviglio Interno, que passaram a ser utilizados como valas defensivas. Existem muitos vestígios deles em torno do Castello e perto de Porta Molino. Outros vestígios menores podem ser encontrados na Riviera Tito Livio e na Riviera Albertino Mussato; as únicas portas que permaneceram desta muralha são o portão norte principal, Porta Molino (ou Molini, depois de muitos moinhos na área que funcionaram até o começo do século XX), e o portão oeste principal, Porta Altinate (em homenagem à estrada para Altino que começou aqui).
Os andares superiores da Porta Molino foram utilizados no fim do século XIX como reservatório do primeiro sistema de água potável da cidade, embora as histórias da torre que foi utilizada como observatório por Galileu Galilei durante seu tempo na cidade sejam provavelmente falsas. A Porta Altinate dava para o Naviglio Interno, atravessado por uma antiga ponte romana de três arcos (o Naviglio e a ponte foram enterrados na década de 1960), e em 1256 esse portão foi invadido e destruído pelos cruzados que lutavam contra Ezzelino da Romano (conforme registrado em uma inscrição gravada por Carlo Leoni). Foi reconstruída em 1286.